# Мадонна з немовлям і шматком груші
«Мадонна з немовлям і шматком груші» (нім. Maria mit dem Kind mit der Birnenschnitte) — ікона 1512 року роботиАльбрехт Дюрер. Знаходиться у Музеї історії мистецтв Відня.

## Опис
На іконі зображено погруддя Марії, яка тримає голе Немовлятко Ісуса, намальоване у всій постаті. Художник у витончений спосіб показав молодість на обличчі Марії та делікатне округле тіло Немовлятка. Це зображення характеризується інтимністю та близькістю, що виникає завдяки глибокому зв'язку між Дівою Марією і Спасителем. Проникливий, сталий і ніжний погляд Мадонни на Немовлятко не лише виражає любов, але й певне поклонінням перед ним. Спокійному спогляданню служить чорне натуральне тло, а також делікатні коливання барв навколо тілесних і золотистих (вуаль Марії) кольорів у контрасті з насиченими синіми шатами Марії й небесно блакитною хусткою.
Немовлятко у лівій руці тримає врізаний фрукт, який історики мистецтва вважають грушею, згідно з назвою ікони. Цей атрибут часто з'являвся на італійських іконах епохи Відродження, особливо венецьких, на яких зображено схожі сцени з Марією та Немовлятком. Солодкість груші мала приводити на думку солодкість відчуття їхнього єднання, яке, за словами святого Бонавентура, є даром Божої Мудрості. Після подорожі до італійського Венето, Дюрер настільки захопився побаченими там творами, що вирішив помістити цей фрукт і на своїй картині.
Твір також мав спонукати реципієнта до інших роздумів, пов'язаних із таємницею Євхаристії та передбаченням мученицької та спасенної смерті Ісуса. Хустка, на якій Діва Марія тримає Ісуса, мала означати корпорал, а відтак саван, яким огорнули тіло Спасителя після смерті на хресті. Доказом такого трактування можна вважати невеличку рану на правій стороні живота дитини, яке Дюрер намалював трохи вище руки Мадонни, що підтримує Сина Божого. Це алюзія стосується списа, який прохромлює бік Христа, що висить на хресті, а також алюзія на Кров Господню, яка є доповненням Євхаристії.
Зі стилістичного боку у творі переважають ренесансні форми, про які митець дізнався під час подорожі до Венеції. Натомість композиція і розміри ікони несуть готичний характер. Динамічне зображення Ісуса було відоме по обидва боки Альп. З функціональної сторони цей твір призначався для побожності, що базується на інтимному зв'язку молільника зі святим образом.